# Barleria hillcoatiae
Barleria hillcoatiae là một loài thực vật có hoa trong họ Ô rô. Loài này được J.R.I.Wood mô tả khoa học đầu tiên năm 1986.